# گلندورف (اوهایو)
گلندورف (به انگلیسی: Glandorf) یک روستا در ایالات متحده آمریکا است که در شهرستان پاتنم، اوهایو واقع شده‌است. گلندورف ۴٫۲۰ کیلومتر مربع مساحت و ۱٬۰۰۱ نفر جمعیت دارد و ۲۲۲ متر بالاتر از سطح دریا واقع شده‌است.